# بيل نيكولز (لاعب كرة قدم)
بيل نيكولز هو لاعب كرة قدم فانواتي في مركز الدفاع، ولد في 3 يونيو 1993 في بورت فيلا في فانواتو. شارك مع منتخب فانواتو تحت 20 سنة لكرة القدم ومنتخب فانواتو تحت 23 سنة لكرة القدم ومنتخب فانواتو لكرة القدم. أما مع النوادي، فقد لعب مع Tupuji Imere F.C. ‏.

## وصلات خارجية
- بيل نيكولز (لاعب كرة قدم) على موقع قاعدة بيانات كرة القدم.إي يو (الإنجليزية)
- بيل نيكولز (لاعب كرة قدم) على موقع ناشيونال فوتبول تيمز (الإنجليزية)
- بيل نيكولز (لاعب كرة قدم) على موقع Soccerway.com (الإنجليزية)